# جنگل ایست
جنگل ایست (به فرانسوی: Forêt d'Eawy) یک جنگل در فرانسه است که در نرماندی واقع شده‌است.

## تاریخچه و بهره برداری
جنگل ایست، بقایای جنگل‌های بزرگی است که در هزاره اول پس از میلاد منطقه را پوشش داده است، اما از قطع درختان و پاکسازی‌های زیادی در تاریخ حیاتش رنج می برد. این جنگل در طول جنگ‌های نرماندی و بمباران‌های متفقین آسیب‌های جدی دیده است. پس از جنگ نیز درختان مخروطی در آن کاشته شدند. 